# Ottana
Ottana (sardisk: Otzàna) er en by og en kommune (comune) i provinsen Nuoro i regionen Sardinien i Italien. Byen ligger i 185 meters højde og har 2.307 indbyggere (2016). Kommunen har et areal på 45,07 km² og grænser til kommunerne Bolotana, Noragugume, Olzai, Orani, Sarule og Sedilo.